# Tiempo después
Pour plus de détails, voir Fiche technique et Distribution.
Tiempo después est un film espagnol réalisé par José Luis Cuerda, sorti en 2018.

## Fiche technique
- Titre français : Tiempo después
- Réalisation et scénario : José Luis Cuerda
- Costumes : Clara Bilbao
- Photographie : Pau Esteve Birba
- Montage : Emma Tusell
- Musique : Lucio Godoy
- Pays d'origine : Espagne
- Format : couleur - 35 mm - 2,35:1 - Dolby Digital
- Genre : comédie, science-fiction
- Durée : 95 minutes
- Dates de sortie :
  - Espagne : 25 septembre 2018 (Festival international du film de Saint-Sébastien 2018), 28 décembre 2018 (sortie nationale)
  - France : 22 juillet 2020

## Distribution
- Roberto Álamo : José María
- Blanca Suárez : Méndez
- Iñaki Ardanaz : Florián
- Carlos Areces : Eufemiano
- María Ballesteros : Sor Sacramento
- Javier Bódalo : Ángel Luis
- Andreu Buenafuente : Zumalacáguerri
- Maria Caballero : Isabel
- Nerea Camacho : Margarita
- Martín Caparrós : Zalduendo
- Raúl Cimas : Pozueco
- Antonio de la Torre : Padre Miñarro
- Secun de la Rosa : Pastrana
- Estefanía de los Santos : femme du maire

## Distinction
- Festival international du film de Saint-Sébastien 2018 : sélection en compétition officielle